# ممانعة (منطق)
الممانعة هي قد تطلق على النقض التفصيلي. وقيل الممانعة عدم قبول السائل مقدمات دليل المستدلّ كلّها أو بعضها على التعيين والتفصيل، وهي أربعة: استقراء لأنها إما في نفس الوصف المدعى عليه أو في صلاح ذلك الحكم مع وجوده، أي يقول لا نسلّم أنّ هذا الوصف صالح للحكم مع كونه موجودا، أو في نفس الحكم، أو في نسبة الحكم إليه.
وقد تطلق على ما يعم النقض الإجمالي والتفصيلي على ما يدل عليه حيث قيل إن الحاصل أنّ قدح المعترض إمّا أن يكون بحسب الظاهر والقصد في الدليل أو في المدلول، والأول إمّا أن يكون يمنع شيء من مقدمات الدليل وهو الممانعة، والممنوع، إمّا مقدّمة معينة مع ذكر السّند أو بدونه ويسمّى مناقضة، وإمّا مقدّمة لا بعينها وهو النقض، وإليه يشير القول إن الممانعة منع السائل عن قبول ما أوجبه المعلّل من غير دليل إلى آخره.